# Henry Vassall-Fox, 3:e baron Holland
Henry Richard Vassall-Fox, 3:e baron Holland, född den 21 november 1773, död den 22 oktober 1840, var en brittisk politiker, sonson till Henry Fox, 1:e baron Holland, brorson till Charles James Fox, far till Henry Fox, 4:e baron Holland.
Holland anslöt sig som medlem av överhuset (sedan 1796) till farbroderns whigpolitik, särskilt i fråga om katolikernas emancipation och ökade rättigheter åt irländarna, var oktober 1806–mars 1807 lordsigillbevarare i Grenvilles ministär. 
Holland anföll som oppositionstalare 1813 häftigt Englands förbund med Sverige samt inlade upprepade gånger kraftiga protester mot den hårda behandlingen av den fångne Napoleon I. När whigpartiet åter kom till makten, blev han medlem av Greys kabinett som kansler för hertigdömet Lancaster (1830–1834) och innehade samma syssla i Melbournes ministär (1835–1840). 
Holland var känd som en kvick och slagfärdig debattör och efterlämnade en roande anekdotsamling, Foreign reminiscences (tryckt 1850), samt en värdefull samling politiska minnen till 1807, Memoirs of the whig party, during my time (2 band, utkomna 1852–1854), båda samlingarna postumt utgivna. 
Hans hustru Elizabeth Vassall-Fox, lady Holland (1770–1845), var dotter till en rik plantageägare Vassall på Jamaica och blev i släktpalatset Holland House medelpunkten i en av dåtidens mest ryktbara politiska och litterära salonger.